# Te Deum (Charpentier)
Das Te Deum von Marc-Antoine Charpentier in D-Dur (H. 146) ist das bekannteste Werk des französischen Komponisten. Es ist ein Grand Motet, eine Sonderform der Motette für Soli, Chor und Orchester, die am Hof von Ludwig XIV. entwickelt wurde. Charpentier komponierte dieses Te Deum gegen Ende des 17. Jahrhunderts, als er Kapellmeister an der Kirche Saint-Louis der Jesuiten in Paris war, wahrscheinlich zur Feier der Schlacht  bei Steenkerke vom 3. August 1692, oder auch anlässlich des Vertrags von Turin 1696.
Charpentier hat den Text des Te Deum vermutlich sechsmal vertont. Erhalten sind vier Kompositionen, neben H. 146 sind dies H. 145 für acht Stimmen sowie H. 147 und H. 148, jeweils für vier Stimmen. H. 146 ist allerdings Charpentiers einziges Te Deum mit Pauken und Trompeten. Seine Bekanntheit verdankt es der Tatsache, dass die ersten acht Takte des Präludiums als Erkennungsmelodie der Eurovision verwendet werden.

## Werkbeschreibung
In seiner Tonartencharakteristik „Énergie des modes“ definiert Charpentier die Tonart D-Dur als „fröhlich und sehr kriegerisch“. Johann Mattheson, ein Zeitgenosse Bachs, beschreibt in seinem musiktheoretischen Werk „Das neu-eröffnete Orchestre“ D-Dur ebenfalls als „zum Lärmen, lustigen, kriegerischen, und aufmunternden Sachen am allerbequemsten.“
Das Werk umfasst folgende Abschnitte:
- Präludium (Marsch als Rondeau)

- Te Deum laudamus (Bass-Solo)
- Te aeternum Patrem (Solisten: 2 Soprane, Alt, Tenor, mit Chor)
- Pleni sunt coeli et terra (Chor)
- Te per orbem terrarum (Trio: Alt, Tenor, Bass)
- Tu devicto mortis aculeo (Bass-Solo und Chor)
- Te ergo quaesumus (Sopran-Solo)
- Aeterna fac cum sanctis tuis (Chor)
- Dignare, Domine (Duett: Sopran und Bass)
- Fiat misericordia tua (Trio: 2 Soprane, Bass)
- In te, Domine, speravi (Trio: Alt, Tenor, Bass, mit Chor)

Besetzung: Vierstimmiger Chor (SATB) mit Soloaufgaben für 5 Solisten (SSATB), 2 Flöten (wahrscheinlich sind Altblockflöten gemeint), 2 Oboen, Trompete, tiefe Trompete, Pauken, 2 Violinen, 2 Bratschen („Haute-contres de violon“ und „Tailles de violon“), und Basso continuo. 
Die Bassstimme trägt in der eigenhandschriftlichen Partitur die Bezeichnung „Orgel, Basses de violon und Fagotte“. Der Basse de violon ist ein dem Violoncello ähnliches tiefes Streichinstrument. 
Die tiefe Trompete spielt colla parte mit den Pauken und die Stimme beschränkt sich damit auf die Töne d′ und a.

## Wirkungsgeschichte
Die Wiederentdeckung dieses Te Deums erfolgte 1953 durch den Musikwissenschaftler Carl de Nys, der im selben Jahr eine Langspielplatte mit einem Jugendchor und dem Pasdeloup-Kammerorchester aufnahm. Die ersten acht Takte der instrumentalen Einleitung wurden 1954 als Erkennungsmelodie für die Europäische Rundfunkunion ausgewählt. Sie erklangen jahrzehntelang unter anderem zu Beginn des Eurovision Song Contests und von Spiel ohne Grenzen, somit ist das Werk bis heute bekannt geblieben.
Auch bei weiteren Gelegenheiten  diente das Präludium zur musikalischen Untermalung:
- in der Serie „The Olympiad“ von Bud Greenspan
- in der Krönungsszene des Films Richard III.
- in einer Episode der Serie Outlander, die im Schloss Versailles aufgenommen wurde
- in den Songs United von Drafi Deutscher und Kun rakkaus voittaa („Wenn die Liebe gewinnt“) von Fredi.